# Pierwszy rząd Anatole Collinet Makosso
Pierwszy rząd Anatole Collinet Makosso – Rada Ministrów Republiki Konga, pod kierownictwem premiera Anatole Collinet Makosso, powołana przez prezydenta Denisa Sassou-Nguesso 15 maja 2021 roku. Rząd składał się z premiera, pięciu ministrów stanu oraz 29 ministrów.
24 września 2022 roku, po zakończeniu wyborów do Zgromadzenia Narodowego, podano skład nowego rządu Makosso.

## Skład rządu
| Zdjęcie | Funkcja                                                                        | Imię i nazwisko                            |
| ------- | ------------------------------------------------------------------------------ | ------------------------------------------ |
|         | Premier                                                                        | Anatole Collinet Makosso                   |
|         | Minister stanu ds. Administracji Państwowej, Pracy i Bezpieczeństwa Socjalnego | Firmin Ayessa                              |
|         | Minister stanu ds. Rolnictwa, Hodowli i Rybołówstwa                            | Paul Valentin Ngobo                        |
|         | Minister stanu ds. Handlu, Zaopatrzenia i ds. Konsumentów                      | Claude Alphonse Nsilou                     |
|         | Minister stanu ds. Gruntów Publicznych                                         | Pierre Mabiala                             |
|         | Minister stanu ds. Przemysłu Wydobywczego i Geologii                           | Pierre Oba                                 |
|         | Minister Spraw Zagranicznych, Frankofonii i ds. Diaspory                       | Jean-Claude Gakosso                        |
|         | Minister Spraw Wewnętrznych, Bezpieczeństwa i Porządku Publicznego             | Raymond Zéphirin Mboulou                   |
|         | Minister Obrony Narodowej                                                      | Charles Richard Mondjo                     |
|         | Minister ds. Promocji i Integracji Kobiet                                      | Inès Nefer Ingani                          |
|         | Minister Administracji Terytorialnej, Decentralizacji i Rozwoju Lokalnego      | Guy Georges Mbaka                          |
|         | Minister Planowania Przestrzennego, Infrastruktury i Utrzymania Dróg           | Jean-Jacques Bouya                         |
|         | Minister Transportu, Lotnictwa Cywilnego i Marynarki Handlowej                 | Jean-Marc Thystère-Tchicaya                |
|         | Minister Finansów i Budżetu                                                    | Roger Rigobert Andely                      |
|         | Minister Łączności i ds. Mediów, Rzecznik Rządu                                | Thierry Moungalla                          |
|         | Minister ds. Węglowodorów                                                      | Bruno Jean-Richard Itoua                   |
|         | Minister Specjalnych Stref Ekonomicznych i Dywersyfikacji Gospodarczej         | Emile Ouosso                               |
|         | Minister Sprawiedliwości, ds. Praw Człowieka oraz Rdzennej Ludności            | Angel Aimé Bininga                         |
|         | Minister Zdrowia i Ludności                                                    | Gilbert Mokoki                             |
|         | Minister Współpracy Międzynarodowej                                            | Denis Christel Sassou-Nguesso              |
|         | Minister Energetyki i Hydrauliki                                               | Honoré Sayi                                |
|         | Minister Rozwoju Przemysłu i Promocji Sektora Prywatnego                       | Nicéphore Antoine Thomas Fylla Saint-Eudes |
|         | Minister Budownictwa, Urbanistyki i Mieszkalnictwa                             | Josué Rodrigue Ngouonimba                  |
|         | Minister Leśnictwa                                                             | Rosalie Matondo                            |
|         | Minister Małych i Średnich Przedsiębiorstw, Rzemiosła i Sektora Nieformalnego  | Jacqueline Lydia Mikolo                    |
|         | Minister Szkolnictwa Wyższego, Badań Naukowych i Innowacji Technologicznych    | Edith Delphine Emmanuelle                  |
|         | Minister Edukacji Przedszkolnej, Podstawowej, Średniej i Analfabetyzmu         | Jean Luc Moutou                            |
|         | Minister Kształcenia Technicznego i Zawodowego                                 | Ghislain Thierry Manguessa Ebome           |
|         | Minister Gospodarki, Statystyki i Integracji Regionalnej                       | Ingrid Olga Ghislaine Ebouka-Babackas      |
|         | Minister Poczt, Telekomunikacji i E-gospodarki                                 | Léon Juste Ibombo                          |
|         | Minister Środowiska, Zrównoważonego Rozwoju i Dorzecza Konga                   | Arlette Soudan-Nonault                     |
|         | Minister Sportu i Młodzieży                                                    | Hugues Ngouélondélé                        |
|         | Minister Spraw Społecznych i Akcji Humanitarnych                               | Irene Mboukou                              |
|         | Minister Turystyki i Rekreacji                                                 | Destinée Hermella Doukaga                  |
|         | Minister Kultury i Sztuki                                                      | Dieudonné Moyongo                          |